# 15-я улица (Ижевск)
Пятнадцатая улица (сокращённо 15-я улица) — улица в Ленинском районе города Ижевска. Проходит в жилом районе «Строитель», связывая Заречное шоссе с улицей Телегина. Протяжённость — 520 метров. Нумерация домов ведётся от улицы Телегина.

## История
Первое упоминание улицы в документах относится к 1924 году. Улица получила 15-й порядковый номер в связи с расположением к западу от предшествующей ей 14-й улицы. Номер улицы первоначально означал, что она являлась 15-й по счёту от реки Иж улицей ижевской За́реки.
В 1964 году на улице открылась школа № 14, которая в сентябре 1991 года была преобразована в лицей.
В 2013—2014 годах в ходе капитального ремонта на улице было полностью заменено дорожное покрытие, обустроены водосточные кюветы, установлены современные опоры уличного освещения.
В конце 2018 года расположенная на улице остановка автобусов «15-я улица» была переименована в «Успенский храм».

## Описание
Улица находится на западе Ижевска, в Ленинском административном районе города. Располагается на территории жилого района «Строитель» между Четырнадцатой и Шестнадцатой улицами. Начинается у Заречного сквера на улице Телегина и следует от неё на северо-запад, пересекая улицу Баранова. У лицея № 14 улица поворачивает на запад и переходит в Заречное шоссе.
Жилая застройка улицы преимущественно частная, при этом прикреплённые к улице дома расположены также между Заречным шоссе и железнодорожной линией Ижевск — Балезино.

## Примечательные здания и сооружения
По нечётной стороне:
- дом 1А — магазин «Гуран»
- дом 51 — лицей № 14

По чётной стороне:

## Общественный транспорт
Через 15-ю улицу следуют автобусы № 8, 21, а также маршрутные такси № 353, 363 и 366. Движение общественного транспорта организовано:
- в прямом направлении — от улицы Телегина до Заречного шоссе;
- в обратном направлении — от Заречного шоссе до улицы Баранова.